# Thorpe Market
Thorpe Market è un villaggio e parrocchia civile dell'Inghilterra, appartenente alla contea del Norfolk.